# 加埃唐·米特莱尔泽
加埃唐·米特莱尔泽（Gaëtan Mittelheisser，1993年7月26日—），法國男子羽毛球運動員。

## 簡歷

### 2012年 白夜及哈爾科夫羽球赛夺冠
2012年3月，加埃唐·米特莱尔泽与洛林·鲍曼出戰羅馬尼亞羽毛球國際賽，在混双準决赛以1比2（21-10、18-21、13-21）不敌赛会头号种子、奥地利强档的罗曼·泽恩沃德/伊丽莎白·巴利杜芙。同年7月，他与巴蒂斯特·卡雷姆出戰白夜羽毛球賽，在男双决赛以2比0（21-19、21-19）击败了赛会2号种子、队友的罗南·拉巴尔/马蒂亚斯·凯尔，赢得成年组赛事冠军，亦是他首个國際挑戰賽男双冠军。同年9月，他分别与巴蒂斯特·卡雷姆以及埃米莉·拉菲尔出戰哈爾科夫羽毛球國際賽，在男双决赛以2比0（25-23、21-10）击败了赛会头号种子、瑞典强档的帕特里克·伦德奎斯特/约纳坦·努德，赢得本赛季第二个國際挑戰賽男双冠军；而混双决赛以1比2（21-23、21-10、16-21）不敌瑞典强档的尼科·鲁波宁/阿曼达·赫格斯特伦，赢得亚军。

### 2013年 地中海男双夺铜
2013年3月，加埃唐·米特莱尔泽与巴蒂斯特·卡雷姆出戰法國羽毛球國際賽，在男双决赛以0比2（18-21、16-21）不敌波兰强档的亚当·克瓦林纳/普热梅斯瓦夫·瓦查，赢得亚军。同年4月，他与马蒂亚斯·凯尔出戰荷蘭羽毛球國際賽，在男双準决赛以0比2（11-21、13-21）不敌英格兰强档的克里斯托弗·高斯/马修·诺丁汉。同年6月，他代表法国参加土耳其梅爾辛举办的地中海運動會羽毛球比賽，与搭档巴蒂斯特·卡雷姆赢得地中海男子双打季军。同年10月，他与巴斯蒂安·凯尔索迪出戰匈牙利羽毛球國際賽，在男双準决赛以0比2（19-21、15-21）不敌丹麦强档的弗雷德里克·科尔贝尔/米克尔·米克尔森。

### 2014年 巴西羽球赛夺冠
2014年3月，加埃唐·米特莱尔泽与巴斯蒂安·凯尔索迪出戰羅馬尼亞羽毛球國際賽，在男双决赛以0比2（12-21、13-21）不敌克罗地亚强档的兹沃尼米尔·杜尔金雅克/兹沃尼米尔·霍尔布林，赢得亚军。同期3月，他分别与巴斯蒂安·凯尔索迪以及奥德丽·方丹出戰波蘭羽毛球公開賽，在男双準决赛以0比2（9-21、17-21）不敌赛会3号种子、俄罗斯强档的尼基塔·哈基莫夫/瓦西里·库兹涅佐夫；而混双準决赛以0比2（15-21、13-21）不敌赛会2号种子、俄罗斯强档的维塔利·杜尔金/尼娜·维斯洛娃。同样3月，他与巴斯蒂安·凯尔索迪出戰法國羽毛球國際賽，在男双决赛以1比2（21-13、17-21、18-21）不敌赛会头号种子、波兰强档的亚当·克瓦林纳/普热梅斯瓦夫·瓦查，赢得亚军。同年4月，他与巴斯蒂安·凯尔索迪出戰荷蘭羽毛球國際賽，在男双準决赛以0比2（21-23、11-21）不敌丹麦强档的拉斯穆斯·弗莱德伯格/埃米尔·霍尔斯特。同年7月，他与奥德丽·方丹出戰白夜羽毛球賽，在混双準决赛以0比2（15-21、16-21）不敌赛会头号种子、波兰强档的罗伯特·马特斯亚克/阿格涅什卡·维特科夫斯卡。同年10月，他分别与巴斯蒂安·凯尔索迪以及奥德丽·方丹出戰瑞士羽毛球國際賽，在男双準決賽以1比3（11-6、9-11、9-11、6-11）不敌赛会头号种子、队友的巴蒂斯特·卡雷姆/罗南·拉巴尔；而混双準決賽以1比3（11-10、9-11、7-11、4-11）不敌赛会头号种子、俄罗斯强档的维塔利·杜尔金/尼娜·维斯洛娃。同期10月，他分别与巴斯蒂安·凯尔索迪以及奥德丽·方丹出戰巴西羽毛球國際賽，在男双决赛以3比1（11-9、9-11、11-7、11-5）击败了赛会2号种子、队友的洛朗·康斯坦丁/马修·罗英平，赢得国际赛男双冠军；而混双决赛以1比3（10-11、11-5、10-11、7-11）不敌队友的洛朗·康斯坦丁/劳拉·舒瓦内，赢得亚军。同年12月，他与巴斯蒂安·凯尔索迪出戰愛爾蘭羽毛球公開賽，在男双準决赛以0比2（13-21、15-21）不敌赛会头号种子、波兰强档的亚当·克瓦林纳/普热梅斯瓦夫·瓦查。同期12月，他分别与巴斯蒂安·凯尔索迪以及奥德丽·方丹出戰意大利羽毛球國際賽，在男双準决赛以0比2（10-21、14-21）不敌英格兰强档的马库斯·埃利斯/克里斯·兰格瑞奇；而混双决赛以0比2（15-21、14-21）不敌赛会4号种子、队友的罗南·拉巴尔/埃米莉·拉菲尔，赢得亚军。

### 2015年 欧运会混双夺银
2015年4月，加埃唐·米特莱尔泽分别与巴斯蒂安·凯尔索迪以及奥德丽·方丹出戰芬蘭羽毛球公開賽，在男双準决赛以0比2（11-21、18-21）不敌英格兰强档的安德鲁·埃利斯/彼得·米尔斯；而混双决赛以1比2（21-16、17-21、10-21）不敌赛会2号种子、俄罗斯强档的阿纳托利·亚特瑟夫/叶夫根尼娅·科泽茨卡亚，赢得亚军。同年6月，他代表法国参加亞塞拜然巴庫举办的歐洲運動會羽毛球比賽，他和奥德丽·方丹以赛会4号种子出战混合雙打；在小组赛阶段分别击败了德国的拉斐尔·贝克/基拉·卡滕贝克、匈牙利的克劳斯·盖尔盖伊/劳拉·萨罗西以及希腊的Petros Tentas/Irini Tenta，豪取小组头名出线；在半準決賽，激战三局以2比1（21-12、22-24、21-12）击败了乌克兰的根纳季·纳塔罗夫/尤利娅·卡扎里诺娃；在準決賽，直落两局以2比0（21-12、23-21）险胜了爱尔兰的山姆·马吉/克洛伊·马吉；在决赛中，以0比2（16-21、16-21）不敌赛会3号种子、丹麦的尼克拉斯·诺尔/萨拉·蒂格森，赢得首届欧运会混合双打银牌。同年8月，他參加印尼雅加達舉行的世界羽毛球錦標賽，與奥德丽·方丹合作出戰混合雙打項目，首圈就以0比2（19-21、18-21）不敵荷蘭的约瑞特·德鲁伊特/萨曼塔·巴宁出局。同年9月，他分别与巴斯蒂安·凯尔索迪以及奥德丽·方丹出戰哈爾科夫羽毛球國際賽，在男双準决赛以0比2（19-21、22-24）不敌泰国强档的博丁·伊沙拉/尼迪蓬·潘普佩克；而混双决赛以0比2（14-21、14-21）不敌波兰强档的罗伯特·马特斯亚克/娜蒂斯达·希尔巴，赢得亚军。同年11月，他与奥德丽·方丹出戰蘇格蘭羽毛球大獎賽，在混双準决赛以1比2（21-16、16-21、21-23）不敌赛会6号种子、俄罗斯强档的维塔利·杜尔金/尼娜·维斯洛娃。

### 2016年
2016年1月，加埃唐·米特莱尔泽分别与巴斯蒂安·凯尔索迪以及奥德丽·方丹出戰瑞典羽毛球大師賽，在男双準决赛以0比2（19-21、8-21）不敌赛会3号种子、丹麦强档的马蒂亚斯·克里斯蒂安森/大卫·道嘉德；而混双準决赛以0比2（15-21、14-21）不敌丹麦强档的马蒂亚斯·克里斯蒂安森/莉娜·格雷巴克，赢得亚军。同年2月，他代表法国参加俄羅斯喀山举办的歐洲男子羽毛球團體錦標賽，助球队赢得男子團體亚军。同年6月，他与埃米莉·拉菲尔出戰西班牙羽毛球國際賽，在混双决赛以1比2（14-21、21-15、14-21）不敌赛会4号种子、英格兰强档的本·莱恩/杰西卡·皮尤，赢得亚军。同年11月，他与埃米莉·拉菲尔出戰蘇格蘭羽毛球大獎賽，在混双準决赛以1比2（21-16、17-21、18-21）不敌马来西亚强档的吳順發/賴潔敏。同年12月，他与埃米莉·拉菲尔出戰愛爾蘭羽毛球公開賽，在混双準决赛以0比2（7-21、9-21）不敌赛会5号种子、丹麦强档的马蒂亚斯·克里斯蒂安森/萨拉·蒂格森。

### 2018年
2018年2月，加埃唐·米特莱尔泽代表法国参加俄羅斯喀山举办的歐洲羽毛球男子團體錦標賽，助球队赢得男子團體季军。同年12月，他与莉亚·巴莱尔莫出战意大利羽毛球國際賽，在混双準决赛以0比2（12-21、17-21）不敌赛会头号种子、俄罗斯强档的叶夫根尼·德雷明/叶夫根尼亚·迪莫娃。

### 2019年
2019年1月，加埃唐·米特莱尔泽分别与乔丹·科维以及朱麗葉·莫納爾出战愛沙尼亞羽毛球國際賽，在男双準决赛以0比2（16-21、15-21）不敌赛会8号种子、新加坡强档的丹尼·巴瓦·克里斯南塔/骆建贤。同期1月，他与喬丹·科維出战瑞典羽毛球公開賽，在男双準决赛以0比2（9-21、17-21）不敌赛会头号种子、丹麦强档的马蒂亚斯·贝尔-斯密特/拉塞·摩爾菲德。

## 主要比賽成績
只列出曾進入準決賽的國際賽事成績：
| 年份   | 賽事                     | 公開賽級別 | 項目     | 拍檔              | 成績   |
| ------ | ------------------------ | ---------- | -------- | ----------------- | ------ |
| 2012年 | 羅馬尼亞羽毛球國際賽     | 國際系列賽 | 混合雙打 | 洛林·鲍曼         | 準決賽 |
| 2012年 | 白夜羽毛球賽             | 國際挑戰賽 | 男子雙打 | 巴蒂斯特·卡雷姆   | 冠軍   |
| 2012年 | 哈爾科夫羽毛球國際賽     | 國際挑戰賽 | 男子雙打 | 巴蒂斯特·卡雷姆   | 冠軍   |
| 2012年 | 哈爾科夫羽毛球國際賽     | 國際挑戰賽 | 混合雙打 | 埃米莉·拉菲尔     | 亞軍   |
| 2013年 | 法國羽毛球國際賽         | 國際挑戰賽 | 男子雙打 | 巴蒂斯特·卡雷姆   | 亞軍   |
| 2013年 | 荷蘭羽毛球國際賽         | 國際挑戰賽 | 男子雙打 | 马蒂亚斯·凯尔     | 準決賽 |
| 2013年 | 地中海運動會羽毛球比賽   | 其他       | 男子雙打 | 巴蒂斯特·卡雷姆   | 銅牌   |
| 2013年 | 匈牙利羽毛球國際賽       | 國際系列賽 | 男子雙打 | 巴斯蒂安·凯尔索迪 | 準決賽 |
| 2014年 | 羅馬尼亞羽毛球國際賽     | 國際系列賽 | 男子雙打 | 巴斯蒂安·凯尔索迪 | 亞軍   |
| 2014年 | 波蘭羽毛球公開賽         | 國際挑戰賽 | 男子雙打 | 巴斯蒂安·凯尔索迪 | 準決賽 |
| 2014年 | 波蘭羽毛球公開賽         | 國際挑戰賽 | 混合雙打 | 奥德丽·方丹       | 準決賽 |
| 2014年 | 法國羽毛球國際賽         | 國際挑戰賽 | 男子雙打 | 巴斯蒂安·凯尔索迪 | 亞軍   |
| 2014年 | 荷蘭羽毛球國際賽         | 國際系列賽 | 男子雙打 | 巴斯蒂安·凯尔索迪 | 準決賽 |
| 2014年 | 白夜羽毛球賽             | 國際挑戰賽 | 混合雙打 | 奥德丽·方丹       | 準決賽 |
| 2014年 | 瑞士羽毛球國際賽         | 國際挑戰賽 | 男子雙打 | 巴斯蒂安·凯尔索迪 | 準決賽 |
| 2014年 | 瑞士羽毛球國際賽         | 國際挑戰賽 | 混合雙打 | 奥德丽·方丹       | 準決賽 |
| 2014年 | 巴西羽毛球國際賽         | 國際挑戰賽 | 男子雙打 | 巴斯蒂安·凯尔索迪 | 冠軍   |
| 2014年 | 巴西羽毛球國際賽         | 國際挑戰賽 | 混合雙打 | 奥德丽·方丹       | 亞軍   |
| 2014年 | 愛爾蘭羽毛球公開賽       | 國際挑戰賽 | 男子雙打 | 巴斯蒂安·凯尔索迪 | 準決賽 |
| 2014年 | 意大利羽毛球國際賽       | 國際挑戰賽 | 男子雙打 | 巴斯蒂安·凯尔索迪 | 準決賽 |
| 2014年 | 意大利羽毛球國際賽       | 國際挑戰賽 | 混合雙打 | 奥德丽·方丹       | 亞軍   |
| 2015年 | 芬蘭羽毛球公開賽         | 國際挑戰賽 | 男子雙打 | 巴斯蒂安·凯尔索迪 | 準決賽 |
| 2015年 | 芬蘭羽毛球公開賽         | 國際挑戰賽 | 混合雙打 | 奥德丽·方丹       | 亞軍   |
| 2015年 | 歐洲運動會羽毛球比賽     | 其他       | 混合雙打 | 奥德丽·方丹       | 銀牌   |
| 2015年 | 哈爾科夫羽毛球國際賽     | 國際挑戰賽 | 男子雙打 | 巴斯蒂安·凯尔索迪 | 準決賽 |
| 2015年 | 哈爾科夫羽毛球國際賽     | 國際挑戰賽 | 混合雙打 | 奥德丽·方丹       | 亞軍   |
| 2015年 | 蘇格蘭羽毛球大獎賽       | 大獎賽     | 混合雙打 | 奥德丽·方丹       | 準決賽 |
| 2016年 | 瑞典羽毛球大師賽         | 國際挑戰賽 | 男子雙打 | 巴斯蒂安·凯尔索迪 | 準決賽 |
| 2016年 | 瑞典羽毛球大師賽         | 國際挑戰賽 | 混合雙打 | 奥德丽·方丹       | 準決賽 |
| 2016年 | 歐洲男子羽毛球團體錦標賽 | 其他       | 男子團體 | －                | 亞軍   |
| 2016年 | 西班牙羽毛球國際賽       | 國際挑戰賽 | 混合雙打 | 埃米莉·拉菲尔     | 亞軍   |
| 2016年 | 蘇格蘭羽毛球大獎賽       | 大獎賽     | 混合雙打 | 埃米莉·拉菲尔     | 準決賽 |
| 2016年 | 愛爾蘭羽毛球公開賽       | 國際挑戰賽 | 混合雙打 | 埃米莉·拉菲尔     | 準決賽 |
| 2018年 | 歐洲羽毛球男子團體錦標賽 | 其他       | 男子團體 | －                | 季軍   |
| 2018年 | 意大利羽毛球國際賽       | 國際挑戰賽 | 混合雙打 | 莉亚·巴莱尔莫     | 準決賽 |
| 2019年 | 愛沙尼亞羽毛球國際賽     | 國際系列賽 | 男子雙打 | 乔丹·科维         | 準決賽 |
| 2019年 | 愛沙尼亞羽毛球國際賽     | 國際系列賽 | 混合雙打 | 朱麗葉·莫納爾     | 準決賽 |
| 2019年 | 瑞典羽毛球公開賽         | 國際系列賽 | 男子雙打 | 喬丹·科維         | 準決賽 |

| 2007-2017年 | 首要超級賽 | 超級賽 | 黃金大獎賽 | 大獎賽 | 國際挑戰賽 | 國際系列賽 | 未來系列賽 | 其他 |

| 2018-2026年 | 總決賽 | 超級1000賽 | 超級750賽 | 超級500賽 | 超級300賽 | 超級100賽 | 國際挑戰賽 | 國際系列賽 | 未來系列賽 | 其他 |

### 奧運會和世錦賽參賽紀錄
|          | 搭檔        | 2015 |
| -------- | ----------- | ---- |
| 混合雙打 | 奥德丽·方丹 | 48強 |

## 個人生活
2018年8月18日，加埃唐·米特莱尔泽與羽毛球運動員及前混雙搭檔奥德丽·方丹結婚。